# 身曾岐神社
古神道本宮・身曾岐神社（みそぎじんじゃ）は、山梨県北杜市小淵沢町上笹尾に鎮座する神社である。天照太神、天徳地徳乍身曾岐自在神（井上正鐵）を祀る。宮司は江沢泰一。山梨県知事所轄単立宗教法人。

## 社史
教派神道のひとつ禊教の教主・管長の坂田安儀が1985年（昭和60年）に創建。身曽岐神社を中心に禊教本部聖地「高天原」を制定した。その後禊教本部は東京都世田谷区瀬田に移されている。身曽岐神社は2004年（平成16年）より宗教法人かむながらのみちの所有となる。
2006年（平成18年）以降、ゆずが度々同内能楽殿でライブを行っており、2008年（平成20年）の公演は『素晴らしきこの世界』として通信販売限定DVDにまとめられている。2011年（平成23年）10月20日にはゆずの北川悠仁と、フリーアナウンサーの高島彩が挙式したことで知られるようになった。また、能楽殿においては、2017年（平成29年）auのCM「夏のトビラ・英雄だけの夏」篇のロケが行われた。

## 施設

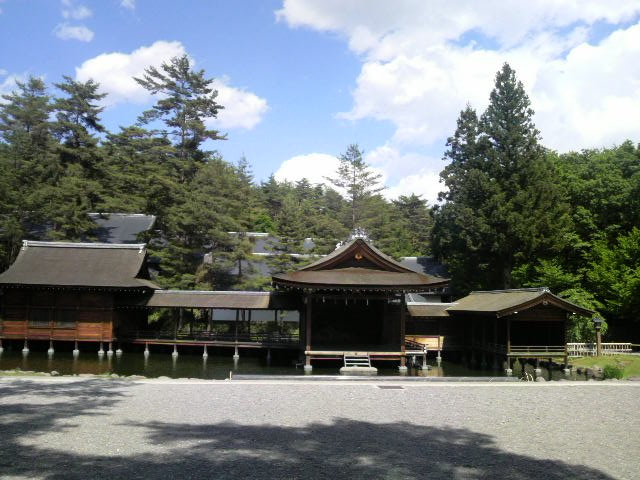
能楽殿

境内敷地は約4万坪。境内には次の建物がある。
- 本殿 - 唯一神明造
- 火祥殿
- 水祥殿
- 瑞松宮（ずいしょうぐう）
- 能楽殿
- 光臨館
- 養生館 - お休み処

## 祭神
- 天照太神[6]
- 天徳地徳乍身曽岐自在神（てんのとくちのとくひつぐみそぎかむながらのかみ、井上正鐵）[6]

## 祭事

### 年間祭事[7]
- 正月元日：元旦祭、初春火祥大神事
- 正月12日：初頭祭
- 2月4日：祈年祭
- 2月11日：紀元祭
- 春分の日：春の祖霊祭
- 4月29日：いのちをまつるみまつり（平和祈願祭）
- 6月30日：夏越の大祓
- 8月3日：例大祭宵宮 八ヶ岳薪能
- 8月4日：例大祭本祭
- 旧8月15日：観月祭
- 秋分の日：秋の祖霊祭
- 11月23日：新嘗祭
- 12月12日：創立記念祭、火祥大祈願祭
- 12月31日：年越の大祓、除夜祭

### 月間祭事[8]
- 毎月1日：水祥殿月次祭
- 毎月12日：本殿月次祭
- 毎月2日、12日、22日：火祥神事（於・火祥殿、午後2時齋行）

## 関連文献
- 禊教経典研究所編『井上正鐵神御文書』禊教本院、1982年
- 坂田安儀著『高天原、いざ』四海書房、1986年
- パンフレット『古神道本宮 身曾岐神社』身曾岐神社